# Acyclische Verbindungen

Isooctan (systematisch: 2,2,4-Trimethylpentan), eine acyclische organische Verbindung

Als acyclische Verbindungen werden chemische (meist organische) Verbindungen bezeichnet, bei denen die an der Struktur beteiligten Atome Ketten bilden und frei von Ringen sind. Die Verbindungen können gerade oder verzweigt sein und Heteroatome enthalten.
Einfache Vertreter der organischen homoatomaren acyclischen Verbindungen sind die n-Alkane und iso-Alkane.
Falls Ringe im Molekül vorhanden sind, spricht man von cyclischen Verbindungen.